# 갈랄 야파이
갈랄 야파이(영어: Galal Yafai, 1992년 12월 11일~)는 잉글랜드의 권투 선수로 2020년 하계 올림픽 플라이급에서 금메달을 획득했다.

## 개인사
형인 칼 야파이와 가말 야파이도 권투 선수이다.